# プライベイト・ドラゴン
『プライベイト・ドラゴン』は、藤崎真緒による日本の漫画作品。
『花とゆめ』（白泉社）にて1997年10号から22号まで連載（17号は除く）されていた。単行本は全2巻。

## あらすじ
始祖が竜神であったという伝説を持つ滝川女体神社。そこの巫女を務める竜姫は、入学した高校で、もう2つの滝川神社の息子、菅竜一郎と加納竜臣に出会う。

## 登場人物
滝川 竜姫（たきがわ たつき）
15歳。高校1年生。背が小さく童顔のため、よく小学生に間違えられ、そのたびに激怒する。母親は竜姫を産んで間もなく亡くなったため、父親っ子で「父」と呼び慕っており、一緒に風呂に入ることもある。
滝川女体神社の巫女。3歳の頃、先代の巫女だった母・柚香の舞を一度見ただけで覚えてしまい、姫巫女の再来だと騒がれた。
菅 竜一郎（すが りゅういちろう）
高校2年生。
滝川神社の跡取り。後妻の子で、菅家の三男。神剣を継承したがっている。
加納 竜臣（かのう たつおみ）
高校2年生。
滝川中神社の宮司。幼い頃父親から受けた暴力が原因で左目がほとんど見えない。
西岡 真輝（にしおか まき）
幼稚園の頃から竜姫と同じクラス。父親は建設会社の社長。美人で頭脳明晰、竜姫の憧れの存在である。幼い頃、地震で生き埋めになりかけ、以来地震が大の苦手である。
竜臣のことを好きになる。
滝川 竜（たきがわ りゅう）
竜姫の父親。婿養子。無職。パチンコ好き。自称「遊び人の竜さん、28歳」。
竜姫の祖父母（舅・姑）からは竜神・竜河の生まれ変わりだと思われており「婿殿」と敬われている。
咲（さき）
竜一郎の腹違いの姉。先妻の子。地下牢に幽閉されている。
菅 竜一（すが りゅういち）
竜一郎の腹違いの兄。先妻の子。故人。
滝川 柚香（たきがわ ゆずか）
竜姫の母親。竜姫を産んで間もなく亡くなった。竜姫同様、童顔で小さかった。竜臣の母親とは従姉妹同士。
加納 静紅（かのう しずく）
竜臣の母親。柚香とは従姉妹同士。柚香同様、体が弱く、子どもを産めたのが奇跡とまで言われたほど。
佐藤・鈴木
女体社の（恐らく）権禰宜。竜姫からは「さとちゃん・すーちゃん」と呼ばれている。
石和（いさわ）
竜一郎の世話役。

## 滝川神社
滝川女体神社
竜姫の家。竜神が始祖であったという言い伝えがあり、3つの神社の母体でもある。通称女体社、女体さん。男体社が「一宮」とされているが、本来は女体社が一宮である。
桜の咲く季節に鎮花祭という祭りが催され、巫女が鎮花の舞を舞う。舞を舞うことができるのは女体神社の直系の血筋を引く巫女だけである。
御神体は「竜玉」、火を操ることができる。
滝川神社
竜一郎の家。一宮。通称男体社。
跡取りの男子は名前に「竜」の字を入れるしきたりがあり、竜神・竜河の子孫であるという意味を持つ。
御神体は「神剣・桜」、風を操ることができる。継承式は女体社の最も色濃く血を引く者によって心臓に剣を突き刺してもらうことでしか執り行えないことになっている。成功すれば身体が鞘となるが、失敗すれば死亡する。この儀式のために過去に何人も命を落としている。
滝川中神社
竜臣の家。通称王子社。
御神体は「水明」、水を操ることができる。明治末期に盗難に遭いいまだ行方知らずらしい。

## 番外編
同作者による次作『純愛可憐狂想曲-ダリア-』に番外編1話が収録されている。

## 書誌情報
1. 1997年10月17日発売 ISBN 9784592172017
2. 1998年2月19日発売 ISBN 9784592172024

2017年現在は電子書籍化されている。